# Římskokatolická farnost Dub
Římskokatolická farnost Dub je zaniklým územním společenstvím římských katolíků v rámci prachatického vikariátu českobudějovické diecéze.

## O farnosti

### Historie
V roce 1785 byla v Dubu zřízena lokálie a po dvou letech byl dokončen kostel. V polovině 19. století byla dubská lokálie povýšena na samostatnou farnost. Začátkem 20. století (po roce 1906) zde jako farář působil Karel Traxler, jinak též šachista. Po roce 1950 přestal být do farnosti ustanovován sídelní kněz. 

### Současnost
Farnost Dub dne 31. 2019 zanikla. Jejím právním nástupcem je od 1. ledna 2020 Římskokatolická farnost Vlachovo Březí.
| Fotografie | Kostel                             | Místo        | Bohoslužba             | Bohoslužba             | Poznámka        |
| ---------- | ---------------------------------- | ------------ | ---------------------- | ---------------------- | --------------- |
|            | Filiální kostel Rozeslání apoštolů | Dub          | druhá sobota v měsíci  | 17.30 (letní čas)      | filiální kostel |
|            | Kaple                              | Dubská Lhota | neslouží se pravidelně | neslouží se pravidelně | obecní kaple    |